# Suore catechiste di Maria Santissima
Le Suore Catechiste di Maria Santissima (in spagnolo Hermanas Catequistas de María Santísima de la Orden de San Benito Abad) sono un istituto religioso femminile di diritto pontificio.

## Storia
La congregazione fu fondata il 25 dicembre 1922 a Querétaro da Eugenia de la Santísima Trinidad González Lafon.
Lo sviluppo dell'istituto fu a lungo impedito da difficoltà di carattere economico. Marciano Tinajero y Estrada, vescovo di Querétaro, eresse canonicamente l'istituto in congregazione di diritto diocesano il 15 agosto 1941.

## Attività e diffusione
Le suore si dedicano all'insegnamento del catechismo.
La sede generalizia è a Santiago de Querétaro.
Alla fine del 2015 l'istituto contava 136 religiose in 26 case.